# Le Bagnese
Le Bagnese è un quartiere del comune di Scandicci.
Si estende, al confine con il comune di Firenze, in un'area delimitata tra il corso del fiume Greve, la via delle Bagnese e via Poccianti.

## Etimologia
Il quartiere prende nome dalla famiglia dei Bagnesi, che possedeva in questa zona alcuni terreni oltre a ”una casa da signore[...]che nel 1260 venne smantellata dai Ghibellini vittoriosi a Montaperti".

## Storia
Negli anni Cinquanta l'area era una zona di campagna e tale sarebbe dovuta rimanere secondo un primo schema di piano regolatore che l'amministrazione comunale commissionava all'architetto Vittorio Stigler nell'aprile 1954, dove le espansioni urbane erano limitate all'area centrale di Scandicci e a quella di Casellina. Nel 1959 però l'amministrazione decise di lottizzare l'area denominata Le Bagnesi su cui sarebbe sorto il nuovo quartiere residenziale caratterizzato oltre che da nuclei abitativi anche da alcune infrastrutture indispensabili, come la piscina e la scuola.

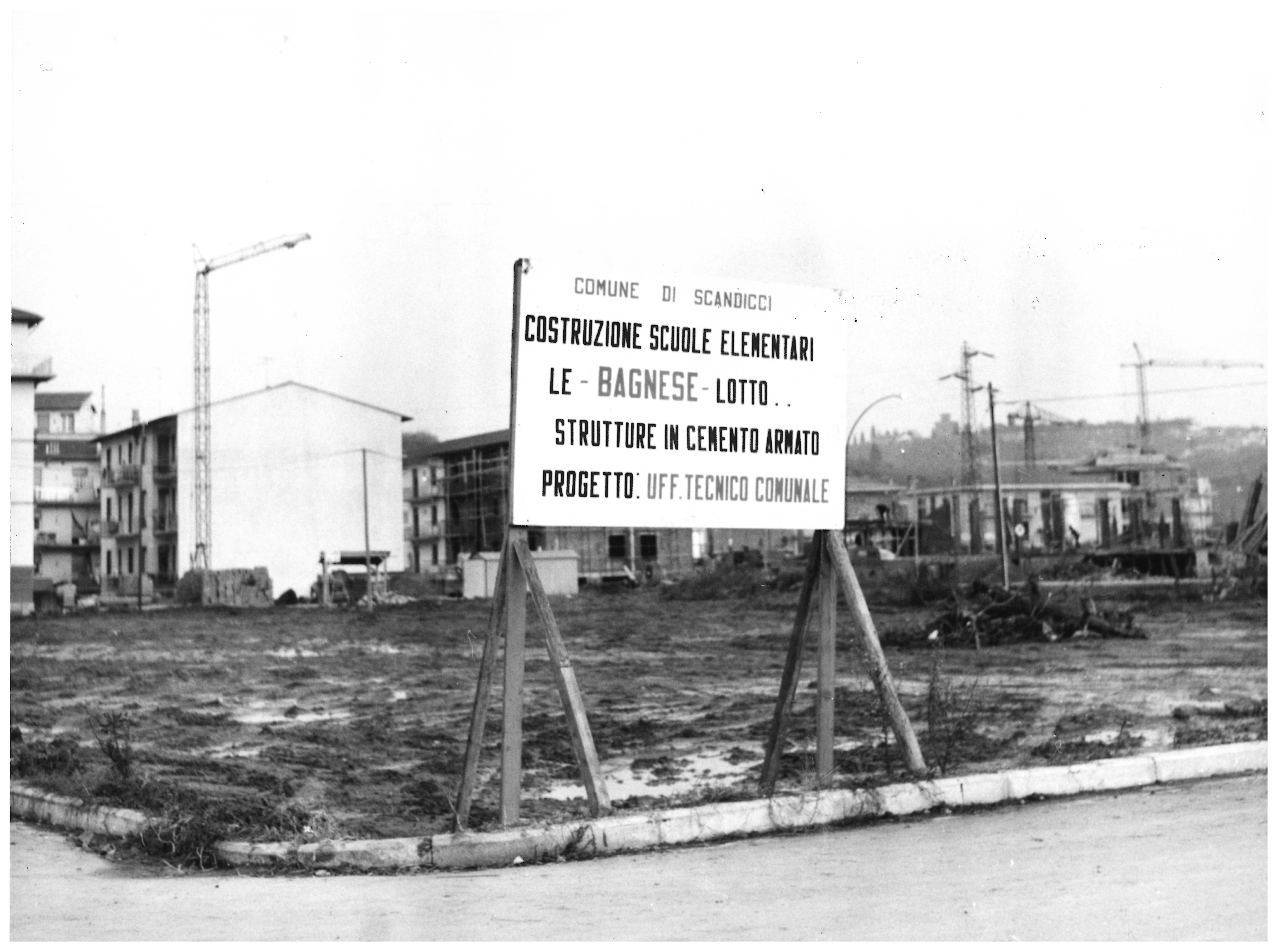
Avvio dei lavori di costruzione della scuola

La  “lottizzazione Ritter”, nata prima dell'adozione del Piano Regolatore, approvato soltanto nel 1964, dà avvio nel quartiere alla costruzione di abitazioni da parte dei privati. Il risultato è che per trarre maggior profitto possibile, si ridussero notevolmente gli spazi pubblici caratterizzati da aree verdi che, ad oggi, sono dislocate ai margini del quartiere: uno lungo via delle Bagnese dove da alcuni anni ha la sede il circolo Arci e l'altro, lungo l'argine del fiume.

## Edifici storici
Villa Passerini
Sul terreno dei Bagnesi dove era attestata la "casa da signore" nel 1427 continua ad essere presente una villa che, all'epoca apparteneva alla famiglia Solosmei. Dopo alcuni passaggi di proprietà fu acquistata da Napoleone Passerini. Sotto la famiglia Passerini, la villa fu oggetto di numerosi interventi di restauro e ampliamenti attestati intorno al 1884.
Villa Poccianti
Nei pressi del ponte 28 febbraio 1921, lungo la Greve, di fronte al mulino, era una casa che la famiglia Nerli adattò a villa. Nel 1591 la vendette alla famiglia Argenti e dal 1615 passò in mano di Stefano di Guglielmo Tani che vi fece alcuni lavori di ampliamento e la dotò di una cappella devozionale dedicata a San Roberto Bellarmino. In seguito ad altri passaggi di proprietà, dal XIX secolo appartiene alla famiglia Poccianti, che diede i natali all'architetto neoclassico toscano Pasquale Poccianti. Viene chiamata anche Villa il Platano dall'alto platano che il conte Guido Poccianti vi fece piantare nel 1812.